# 恭愍王
恭愍王（きょうびんおう、コンミンワン、1330年5月23日 - 1374年10月27日）は第31代の高麗王（在位：1351年 - 1374年）。忠粛王の子。姓は王、名は顓、初名は祺。蒙古名は伯顔帖木児（モンゴル語：ᠪᠠᠶᠠᠨᠲᠡᠮᠤᠷ、Bayan Temür）。諡号は恭愍仁文義武勇智明烈敬孝大王。妃は元の魏王の娘の魯国大長公主。他に恵妃李氏・益妃韓氏・定妃安氏・慎妃廉氏等が記録上にある。

## 生涯
母は高麗人の明徳太后洪氏で、忠恵王の同母弟。1341年に燕京へ入朝して幼少時は元の宮廷で育つ。元は幼君が続く高麗の政情を危ぶみ、その支援を背景にして即位した。
しかし、元の衰えと明の台頭を見て、親明政策を取り始めた。まず、高麗国内の親元勢力の排除として、元の外戚として権勢を振るう奇氏（奇皇后（順帝トゴン・テムルの皇后）の実家）を討ち、次に軍備を増強した。李成桂をはじめとする武人を登用し、元に奪われた領地の奪回を果たした。また100年以上続いた胡服弁髪令をも廃止した。王妃魯国大長公主を愛し、他の妃達はただ継嗣を得るために娶ったが、形式上の婚姻だったという。
しかし、治世後半は中国から紅賊（紅巾軍）、南から倭寇の侵攻に悩まされるようになり、一時は紅巾軍に首都を奪われるまでに至った。さらに愛する王妃の急死などの不幸も重なって政治を顧みなくなり、僧侶出身の辛旽が政治を一任されるようになるとその政策に不満を持つ人々の反感を買うようになった。
1368年、中国で明朝が成立し、元をモンゴル高原に退けると、恭愍王は明に属することを表明したが、1374年に親元派の宦官に殺された。
王の治世は、衰退する元から独立し、台頭してきた明に属する親明政策をとった。これが親元派の暗殺を呼び込み、続く王禑の世では親元派が政権を握った。彼の治世に将軍として元討伐や倭寇討伐で活躍した李成桂は、続く王禑・王昌を殺して王位に就き、次の朝鮮王朝を築き上げた。

## 略年表
- 1320年 元の皇帝仁宗（アユルバルワダ）が死去。元朝の大混乱がはじまる
- 1349年 元の魏王女の魯国大長公主 宝塔失里と婚姻
- 1352年 蒙古風の胡服弁髪令の廃止
- 1356年 元の年号（暦）・官制を廃止
- 1368年 元の北走（大都（現在の北京）からモンゴル高原に撤退）
- 1368年（洪武元年）　明の成立とともに李仁任を使者として明に送り、夏生を日本への使者とした
- 1369年 明の太祖、高麗に冊封使を遣わし国王として封じる。明の年号（暦）へ[2]
- 1370年 明へ朝貢。

## 家族関係
- 曾祖母の父:クビライ - モンゴル帝国の第5代皇帝（カアン）。
- 曾祖父:忠烈王 - 第25代王。
- 曾祖母:斉国大長公主荘穆王后（1259年-1297年）- クビライの皇女。
- 祖父:忠宣王 - 第26代王。
- 祖母:懿妃 也速真（生年不詳-1316年）- モンゴル出身。ただし王族出身ではない。
- 父:忠粛王 - 第27代王。
- 母:恭元王后（明徳太后）洪氏（1298年-1380年）- 高麗出身。
- 伯母:順和院妃 洪氏（生年不詳-1306年）- 恭元王后の姉で、祖父の忠宣王の第4妃。
- 同母兄:忠恵王 - 第28代王。
  - 甥:忠穆王 - 第29代王。忠恵王の嫡子。
  - 甥:忠定王 - 第30代王。忠恵王の庶子で、忠穆王の異母弟。
- 王妃
  - 魯国大長公主（生年不詳-1365年）- 元の皇族の魏王ボロト・テムル（アムガの子）の娘。名は宝塔失里（ブッダシュリ）。死後、仁徳王后と追号。懐妊したが、難産の為死去。
- 後宮
  - 恵妃 李氏（生年不詳-1408年）
  - 益妃 韓氏（生没年不詳）- 後嗣を確保をしたい恭愍王の命令で洪倫と通じ、娘を産んだ。しかし、洪倫は王の殺害に加わったとして処刑。1376年には娘も殺害された。
  - 慎妃 廉氏（生没年不詳）
  - 定妃 安氏（生年不詳-1428年）- 王の死後、大妃と称される。そのため王大妃安氏とされることが多い。
  - 宮人 韓氏（生年不詳-1376年）- 王禑の生母と称され、死後、順静王后と追号される。これは生母の般若の出自が低いことを気にした恭愍王の命令だという。
  - 般若（生年不詳-1376年）- 詳細は不明で、辛旽の寺の奴婢出身（妾という説もある）。1376年に宮人韓氏が王の母と称されることに不満を抱え、明徳太后の宮殿に侵入し、悔しさを訴えたが処刑された。
- 子女
  - 王禑 - 第32代王。母は般若。実父は辛旽という説もあり、朝鮮の初代王李成桂に廃位される際の口実となった。
  - 王子（1365年）- 母は魯国大長公主。死産。
- 孫
  - 王昌 - 第33代王。王禑の子。10歳で父と共に李成桂に殺害され、恭愍王直系の子孫は断絶している。

## 最近の話題
- MBC『辛旽 高麗中興の功臣』の放映によって、恭愍王の在位時代に関心が高まっている。劇中の王は改革に身をささげた君主と描かれている。劇中では横暴な元と奇皇后の外戚の専横に苦しみ、人質として元に行き美しい魯国公主と共に帰国し、王位に就く。魯国公主と辛旽の助けで元から独立、社会の矛盾の清算のために大胆な改革を断行していく姿が描かれている。しかし、魯国公主が死亡すると失意に陥り、国事を辛旽に任せ自分は魯国公主の弔いに専念する旨等の脚本となっている。

- 2016年に発覚した朴槿恵大統領と崔順実の関係について社会部処幹部は「今の状況は高麗時代の恭愍王と辛旽のようで常識ではとても納得出来ない。国民が崔順実を大統領に選んでいた」と失笑した[3]。

その他の話題
高麗の都城の開城は現在の北朝鮮にあり、玄陵（zh:恭愍王陵）は開城工業地区の南部（開豊区域）にある。墳墓は王と妃を祭る双墳で、妃の死後、王の生前に築造された。この双墳の隣には広通普済禅寺跡がある。この寺は恭愍王とその王妃を弔う目的で建てられたという。王墓の近くに寺を建てるには高麗時代の特徴の一つである。この恭愍王と妃をはじめとする高麗時代の古墳は、日本の関野貞らが1920年代に調査を行った。1905年に日本がこの陵墓を盗掘し、宝物を奪い墓を破壊したと北朝鮮が訴えている。

## 恭愍王が登場する作品
映画
- 霜花店 運命、その愛 - 2008年、演：チュ・ジンモ

テレビドラマ
- 開国 - 1983年、韓国KBSで放送。演：イム・ヒョク
- 辛旽 高麗中興の功臣 - 2005－2006年、韓国MBCで放送。演：チョン・ボソク
- シンイ-信義- - 2012年、韓国SBSで放送。演：リュ･ドックァン
- 大風水 - 2012－2013年、韓国SBSで放送。演：リュ・テジュン
- 鄭道伝 - 2014年、韓国KBSで放送。演：キム・ミョンス